# Angel Face (Cocktail)
Der Angel Face (englisch etwa für Engelsgesicht) ist ein alkoholhaltiger Cocktail aus Apricot Brandy (einem Likör mit Aprikosenaroma), Gin und Calvados und gehört zu den Shortdrinks.

## Geschichte
Der Angel Face fand erstmals im Jahr 1930 schriftlich Erwähnung in The Savoy Cocktail Book des Barkeepers Harry Craddock und besteht dort aus gleichen Teilen der drei Zutaten. Der Name ist möglicherweise auf den Bandenkriminellen Abe Kaminsky zurückzuführen, der auch als „Angel Face“ bekannt war. Er arbeitete während der Prohibition für die Sugar House Gang in Detroit. Teilweise wird in Bezug auf die Namensgebung auch auf Rick Blaine, Hauptfigur im Film Casablanca und gespielt von Humphrey Bogart, verwiesen. Da der Film jedoch erst aus dem Jahr 1942 stammt, kommt er damit als Namensgeber nicht infrage.

## Zubereitung
Die International Bartenders Association (IBA) führt den Cocktail in ihrer Liste der Offiziellen IBA-Cocktails in der Kategorie The Unforgettables (etwa: Die Unvergesslichen) mit je 3 cl der drei Spirituosen Apricot Brandy, Gin und Calvados. Die Zutaten werden in einen Cocktail-Shaker gegeben, auf viel Eis geschüttelt und anschließend in ein vorgekühltes Cocktailglas abgeseiht; eine Garnitur ist nicht vorgesehen.